# Дощ (фільм, 1932)
«Дощ» (англ. Rain) — американська драма режисера Льюїса Майлстоуна 1932 року.

## Сюжет
Для жителів самоанського села Паго-Паго, життя просте, поки не прибув корабель з двома парами: місіонером Альфредом Девідсоном і доктором Робертом Макфейлом з дружинами і з дівчиною легкої поведінки, яку звали Седі Томпсон. Глава місіонерів Девідсон є більше, ніж просто релігійним фанатиком, він божевільний чоловік. Коли корабель, який плив в інший порт, сів на мілину, пасажирів через можливого спалаху холери на борту, висадили на острів.
Седі не втрачає час дарма і влаштовує «вечірки» для американських солдатів, дислокованих на острові. Це шокує манірних дружин. Поведінка дівчини є викликом і для Альфреда Девідсона і він похмуро налаштований наставити на шлях істинний розпутну дівчину для порятунку її душі.

## У ролях
- Фред Говард — Годжсон
- Бен Гендрікс молодший — Гріґґс
- Вільям Гарган — сержант O'Гара
- Мері Шоу — Аміна
- Гай Кіббі — Джо Горн
- Кендалл Лі — місіс Макфейл
- Б'юла Бонді — місіс Девідсон
- Метт Мур — доктор Роберт Макфейл
- Волтер Г'юстон — Альфред Девідсон
- Волтер Кетлетт — інтендант Бейтс
- Джоан Кроуфорд — Седі Томпсон

Фільм знято на острові Санта-Каталіна.